# رود استراچان
رود استراچان (به انگلیسی: Rod Strachan) (زادهٔ ۱۶ اکتبر ۱۹۵۵) شناگر اهل ایالات متحده آمریکا است.